# جسیکا بوزاس مانیرو
جسیکا بوزاس مانیرو (انگلیسی: Jéssica Bouzas Maneiro ؛ زادهٔ ۲۴ سپتامبر ۲۰۰۲) یک تنیس‌باز اسپانیایی است.
بوزاس مانیرو  دارای رتبه 131 در رنکینگ حرفه ای WTA انفرادی است که در 14 اوت 2023 به دست آمد و 201 در دونفره که در 9 ژانویه 2023 به دست آمد  او 9 عنوان انفرادی و چهار عنوان دونفره را در پیست ITF کسب کرده است.